# Heinrich Harrer
Heinrich Harrer (Obergossen (Hüttenberg, Karinthië), 6 juli 1912 – Friesach (Karinthië), 7 januari 2006) was een Oostenrijkse bergbeklimmer, tibetoloog en auteur van verschillende boeken. Zijn bekendste boek is Sieben Jahre in Tibet (Zeven jaar in Tibet) dat als basis diende voor de documentaire Seven Years in Tibet uit 1956 waarin hij zelf meespeelde en de meermaals bekroonde verfilming uit 1997 met Brad Pitt als Harrer in de hoofdrol.
Harrer was een bewonderaar van de Zweedse tibetoloog Sven Hedin.

## Levensloop

### Jonge jaren
Harrer studeerde vanaf 1933 geografie en sport aan de Universiteit van Graz. Hij financierde zijn studies door klim- en skilessen te geven en studeerde in 1938 af. Voordat Harrer aan zijn "bergcarrière" begon was hij een succesvol skiër. Hij zou aan de Olympische Winterspelen van 1936 deelnemen voor het Oostenrijkse skiteam, maar dit boycotte de Spelen na een conflict over de profstatus van skileraren. In 1937 werd Harrer Academisch Wereldkampioen afdaling skiën. Harrer bleef een sportman. In zijn latere lievelingssport golf werd hij in 1958 Oostenrijks kampioen.
Op 24 juli 1938 beklom hij met Anderl Heckmair, Fritz Kasparek en Ludwig Vörg gedurende enkele dagen als eerste de Eiger-noordwand in Zwitserland. Dit viertal vormde zich onderweg spontaan doordat deze twee Duitse en twee Oostenrijkse klimmers gelijktijdig een poging ondernamen en zich onderweg tot een team van vier verenigden, toen de snelle Duitse klimmers de beide Oostenrijkers inhaalden, mede dankzij hun gebruik van een nieuwe uitvinding: stijgijzers met twee punten aan de voorzijde. Dit vergemakkelijkte voor hen het klimmen op ijs en sneeuw aanzienlijk, waardoor zij het eerder gestarte tweetal inhaalden, die nog op de ¨klassieke¨ manier met  hun pikkels moeizaam treden moesten hakken in het ijs. Hun route door deze wand van de Eiger wordt in het alpinisme aangeduid als een zogeheten "gemengde route", d.w.z. met passages zowel over rots als over ijs en verijsde sneeuw. die zij volgden Harrer nam een hakenkruisvlag mee. De Noordwand werd ook wel de moordwand genoemd omdat zoveel bergbeklimmers hier stierven.
Harrer werd daarop door Adolf Hitler ontvangen en de SS benoemde hem tot sportinstructeur met de rang van Oberscharführer oftewel sergeant. Hij was al in 1933 lid van de NSDAP geworden. De baan bij de SS was een sinecure, het betekende dat de amateursporter een vast inkomen kreeg. Harrer is nooit actief geweest in de SS.
Vlak na zijn door Heinrich Himmler aangemoedigde huwelijk met Lotte Wegener (de jongste dochter van de meteoroloog en geoloog Alfred Wegener) in december 1938, vertrok hij in 1939 in opdracht van de SS naar India, maar hij keerde niet terug naar Oostenrijk tot 1952. In Karachi werden de expeditiegangers door Indiase soldaten gevangengenomen en naar het interneringskamp Ahmednagar en later naar Dehra Dun gebracht.
In die tijd leerde hij Tibetaans, Hindi en Japans en probeerde eerst twee maal tevergeefs te vluchten. Op 29 april 1944 lukte het Harrer om samen met Peter Aufschnaiter te ontsnappen en over 65 Himalayapassen naar Tibet te vluchten.
In Lhasa, de hoofdstad van Tibet, bouwde Harrer een dam, tekende een stadsplattegrond, ontwierp de opdruk voor de Tibetaanse postzegels en de bankbiljetten srang en thangka en werd zelfs vertrouweling van de jonge godkoning, de dalai lama (Tenzin Gyatso).
In de herfst van 1950 rukten de Chinese troepen Tibet binnen en moesten vele Tibetanen en ook Harrer vluchten. Deze periode wordt beschreven in zijn boek Zeven Jaren in Tibet. Hij leerde in deze tijd de dalai lama kennen en woonde zeven jaar in Lhasa.
In 1958 zou hij de Britse auteur die zich bediende van het pseudoniem Lobsang Rampa, en zich uitgaf voor een Tibetaanse lama, ontmaskeren als een bedrieger.

### Expedities
Na de oorlog maakte Harrer diverse reizen met de afgetreden Belgische koning Leopold III.
In 1953 deed hij een expeditie naar de Andes en beklom de Ausangate, in 1954 een naar Alaska. In 1962-1963 volgde een Nieuw-Guinea-expeditie waar hij als eerste de Carstenszpiramide beklom, met zijn 4884 m de hoogste berg van Oceanië.
In 1966 deed hij een expeditie dwars door Suriname en het Amazonebekken heen. In 1969 ging hij naar Frans-Guyana, 1970 Groenland, 1971 Soedan, 1972 Borneo, 1973 Nepal, 1975 de Andamanen, 1976 Ladakh, 1977 het Rwenzori-gebergte, 1978 Sikkim, 1980 Sikkim en Bhutan, 1981 weer Nepal en in 1982 keerde hij voor het eerst weer terug naar Tibet.
In 1983, 1984 en 1986 reisde hij opnieuw door Bhutan.

## Erkenningen

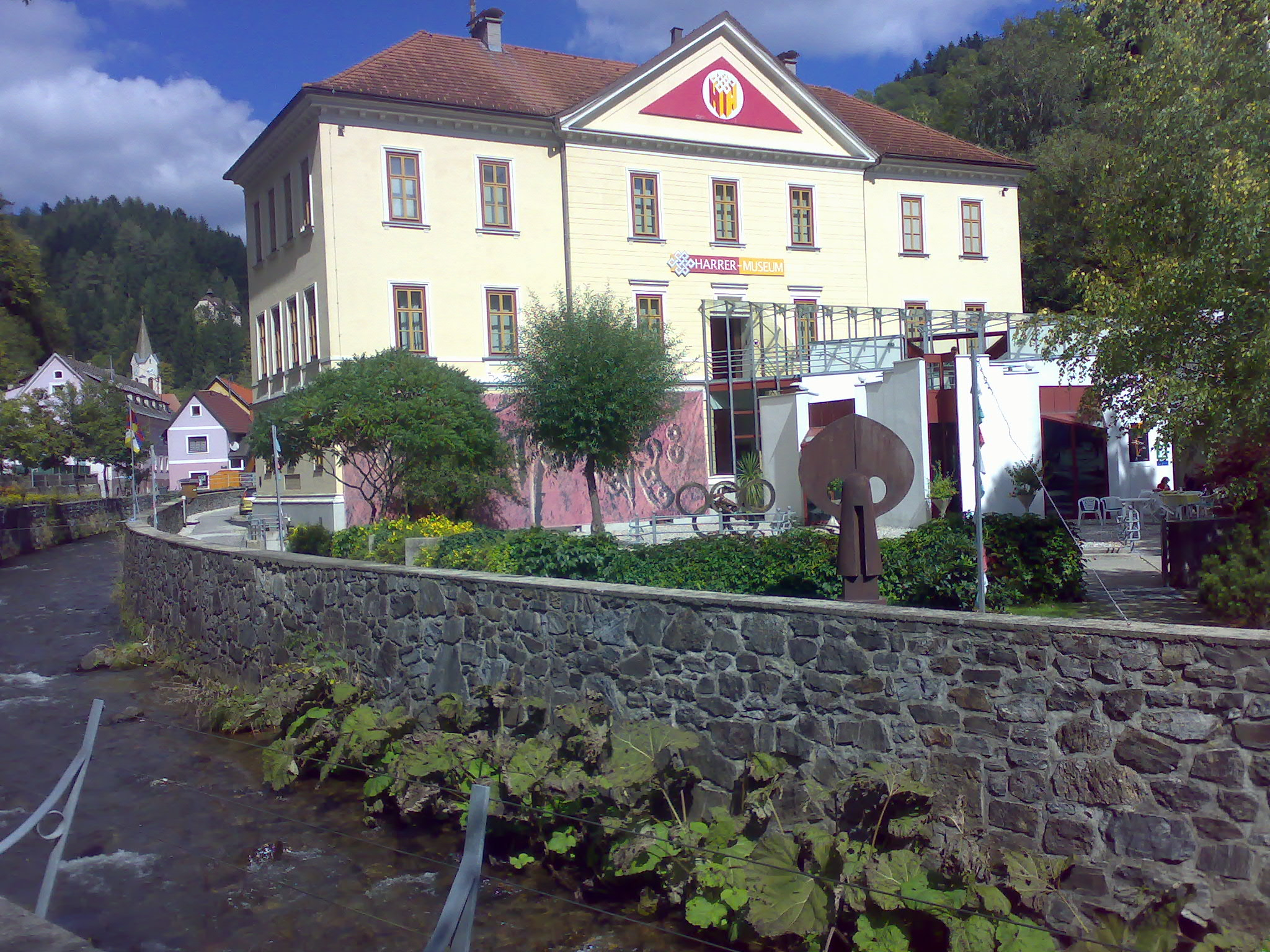
Heinrich-Harrer-Museum in Hüttenberg

In 1982 werd het Heinrich-Harrer-Museum geopend in Hüttenberg. In 1992 kwam het pelgrimspad Lingkor bij dat door de dalai lama zelf werd ingewijd.
Harrer heeft in zijn leven heel wat erkenningen gekregen. In 1964 kreeg hij de titel professor en het grote Verdienstkruis van de Orde van Verdienste van de Bondsrepubliek Duitsland, het grote gouden Ehrenzeichen van de deelstaat Karinthië en van de deelstaat Stiermarken, het Oostenrijkse Ereteken voor de wetenschap en de kunst, de gouden Humboldt-Medaille, de Eremedaille van de Explorer-Clubs uit de Verenigde Staten en in 2002 de Light of Truth Award van de International Campaign for Tibet. In 1995 werd hij in de Curie van de wetenschappen in Oostenrijk opgenomen.
Heinrich Harrer heeft de meer dan 25 expedities waaraan hij heeft deelgenomen in ongeveer 20 boeken beschreven. Ook heeft hij diverse televisie programma's over zijn expedities gemaakt voor voornamelijk de ORF. De film Seven years in Tibet heeft Harrer bij het jonge publiek bekendgemaakt.
Heinrich Harrer overleed op 93-jarige leeftijd op zaterdag 7 januari 2006 om 6.45 in het Deutschordensspittal in Friesach (Karinthië). Hij werd op zaterdag 14 januari 2006 op de begraafplaats van Hüttenberg begraven.

## Expedities
In 1952 kwam Harrer terug naar Europa, waarna hij een groot aantal expedities ondernam:
- 1953 naar de bronnen van de Amazone, eerste beklimming van de Ausangate
- 1955 Alaska met de eerste beklimming van de Mount Hunter, Mount Deborah, Mount Drum
- 1957 Rwenzori-gebergte, negen maanden oponthoud in Belgisch-Kongo
- 1962 In Westelijk Nieuw-Guinea ontdekte hij de bron van de steenbijlen, stak hij als eerste het eiland van noord naar zuid over en beklom hij als eerste de Puncak Jaya
- 1965 Nepal, India, Sikkim
- 1966 Amazone, Xingu-indianen
- 1966 Suriname
- 1968 Wereldreis op zoek naar beschermingskenmerken
- 1969 Frans-Guyana
- 1971 Soedan
- 1971 Borneo, beklimming van Mount Kinabalu
- 1972 Borneo, oversteek van noord naar zuid
- 1973 Nepal
- 1974 India, Ladakh, Nepal
- 1974 Andamanen-eilandengroep
- 1976 Ladakh
- 1977 Zaïre, Oeganda en weer terug naar Zaïre
- 1978 Ladakh
- 1979 Sikkim, Ladakh, Birma
- 1980 Sikkim en Bhutan
- 1981 Bhutan, Nepal en India
- 1982 Tibetaanse Autonome Regio
- 1983, 1985 und 1986 Bhutan
- 1991 Ladakh